# Stenoria analis
Stenoria analis là một loài bọ cánh cứng trong họ Meloidae. Loài này được Schaum miêu tả khoa học năm 1859.